# Dora (Missouri)
Dora è una località (unincorporated community) degli Stati Uniti d'America nella Contea di Ozark nel Missouri. Dora è raggiungibile tramite la Route 181 e l'autostrada Highway CC a 30 miglia da Gainesville. Il paese ha una scuola, un ufficio postale e ben 5 chiese .

## Storia
Il 10 giugno 1875, James K.P. Dobbs, ricevette un atto terriero di 160.000 m². Il 7 dicembre 1875,  Dobbs e la moglie Margaret, vendettero il terreno a Nellie e James P. Maupin, che successivamente vendettero a loro volta a Anton Fisher. Quest'ultimo costruì il primo negozio , un ufficio postale che chiamò Dora come sua figlia. Per la sua famiglia si costruì una casa in legno a due piani. Gestì il suo negozio fino alla sua morte.
Intorno al 1900, fu costruito un mulino per macinare grano e mais allo scopo di ricavarne della farina. Nel 1930 E.A. Deupree assieme a suo figlio, DB, installarono la prima piallatrice nel mulino, e aprirono un commercio di legna. Alcuni anni dopo utilizzarono una sala nel saloon per fabbricare conserve, i contadini raccoglievano pomodori e frutti di bosco, mentre le donne lavoravano in fabbrica. Una notte nel 1939 la piallatrice prese fuoco. La cittadina si svegliò subito e cercarono, con secchielli d'acqua di domare l'incendio, evitando che le fiamme si spostassero verso gli altri edifici, e ci riuscirono, ma sia la piallatrice che il mulino vennero distrutti dalle fiamme. Solo una sala del mulino si era salvata, e questa era destinata alla fabbricazione di conserve. La sala del Lodge Oddfellow, un edificio dove si ritrovavano i cittadini, aveva accolto il primo Dora's picnic, una sorta di festa campestre che si tiene tutti gli anni alla fine di luglio.
Nel 1917, E.A. Deupree, Dave Wells e Mart Reary, costruirono il primo negozio di ferramenta che rimase operativo fino a quando non lo vendettero a John Cropper nel 1925. Sempre ne 1917 i coniugi Dallas e Sylvia Mayberry si trasferirono a Dora e aprirono un negozio di calzature ed abbigliamento, ma smisero sei anni dopo. Fu costruito anche un garage da Cecil mayberry e Troy Hunt, in seguito venduta a un certo Bob Maynard per poi rivenderlo a Sig. e Sigra Forrest Glass, che utilizzarono il locale come teatro e proiezioni di film.